# Ruth Elfriede Hildner
Ruth Elfriede Hildner (ur. 1 listopada 1919, zm. 2 maja 1947) – niemiecka nadzorczyni SS (SS-Aufseherin) w nazistowskich obozach koncentracyjnych i zbrodniarka wojenna.

## Życiorys
W lipcu 1944 roku przeszła szkolenie w obozie Ravensbrück. We wrześniu tego samego roku jako SS-Aufseherin przeniesiona do Dachau. Następnie przeniesiona do Munich Agfa Camera-Werke, podobozu Dachau. W dalszej kolejności służyła w podobozach w Hennigsdorf, Wittenberg i Haselhorst. W grudniu 1944 roku oddelegowano ją do podobozu Flossenbürga w Helmbrechts. Pozostała w podobozie do ewakuacji, w związku ze zbliżaniem się wojsk amerykańskich. Podczas marszu śmierci do podobozu Flossenbürga w Zwodau, w ówczesnej Czechosłowacji, pobiła na śmierć kilka więźniarek, inne maltretowała.
W pierwszych dniach maja 1945, wraz z innymi strażniczkami i strażnikami SS, wmieszała się w tłum uciekinierów. Aresztowana przez władze czechosłowackie w kwietniu 1947. 2 maja została skazana przez sąd w Pradze na karę śmierci. Wyrok wykonano tego samego dnia w miejscowości Písek.